# Ярроу, Альфред Фернандес
Сэр А́льфред Ферна́ндес Я́рроу, 1-й баронет, (англ. Sir Alfred Fernandez Yarrow, 1st Baronet; 13 января 1842, Лондон — 24 января 1932) — английский кораблестроитель, родоначальник династии, основатель и владелец судостроительной компании Yarrow Shipbuilders.
Член Лондонского королевского общества (1922).

## Биография

### Детство и учёба
Родился в семье еврейки Эстер Линдо и англичанина Эдварда Ярроу.
В шестилетнем возрасте поступил в частную школу г-на Ньюкомба в г. Холлоуэй, где преподавание велось по методу Песталоцци. Затем учился в частной школе г-на Зонненшайна и в школе-интернате в г. Рейгейт. В 13-летнем возрасте поступил в лондонскую University College School. Ещё в отрочестве Альфред проявлял интерес к технике и изобретательству, самостоятельно придумывая и воплощая в жизнь приспособления, с помощью которых пытался избавить себя от повседневной работы по дому.
В возрасте 15 лет, благодаря ходатайству друга семьи, был бесплатно принят учеником в фирму Рэйвенхилл в Гринвиче, которая занималась постройкой двигателей для морских судов. В течение следующих пяти лет Альфред знакомился с работой лекальщика, литейщика, токаря по дереву и чертежника. В это же время он начал посещать все публичные лекции, на какие только мог достать билеты. Особенно впечатление на него произвели лекции физика профессора Майкла Фарадея. Вместе с другом по имени Джеймс Хилдитч Ярроу продолжал работать над мелкими изобретениями, в числе которых было приспособление для нарезки апельсинов, первая в Лондоне частная телеграфная станция и фотоаппарат из сигарного ящика.
В мае 1859 года вместе с несколькими единомышленниками Ярроу создал «Общество гражданских и механических инженеров». Сам Ярроу стал вице-президентом Общества.
По окончании срока ученичества один из старших партнеров фирмы, зная о бедственном финансовом положении семьи Ярроу, предложил ему работу чертежника с мизерным окладом в 100 фунтов в год. Молодой человек вежливо отклонил предложение и покинул фирму, не имея никаких дальнейших планов.

## Дальнейшая карьера
После ученичества в Степни, Ярроу открыл в 1865 году партнерство для строительства паровых судов. В начале 1870-х он начинает строить военные суда, в том числе торпедные катера для аргентинского и японского военно-морских флотов.
Посвящён в рыцари в 1916 году.